# Партия национального единства (Гаити)
Партия национального единства (фр. Parti de l'unité nationale, PUN) — гаитянская политическая партия. Во времена дювальеризма в 1957—1981 годах, являлась единственной легальной политической партией страны.

## История
Партия была основана в 1957 году для поддержки кандидатуры Франсуа Дювалье на всеобщих выборах 1957 года. После попытки государственного переворота в июле 1958 года, было сформировано военизированное крыло PUN, официально названное Добровольческой милицией национальной безопасности. В 1963 году другие политические партии на Гаити были объявлены вне закона, что сделало её единственной политической партией страны.
Когда Франсуа Дювалье умер в 1971 году, его сын Жан-Клод Дювалье сменил его на посту президента страны и лидера партии. Партия оставалась у власти до свержения и изгнания «Бэби Дока» Дювалье в 1986 году, после чего партия ушла из публичной политики и сменила название на «Национальная прогрессивная партия» (фр. Parti Progressiste National, PPN).
После возвращения «Бэби Дока» Дювалье на Гаити в 2011 году, партия начала процесс воссоздания под своим первоначальным названием, и с 2014 года начала открывать региональные офисы. Потерпев неудачу со смертью «Бэби Дока» Дювалье в 2014 году, партия выдвинула Марка-Артура Друйара на президентских выборах 2015 года. К тому времени главой партии была Филомена Экс.

## Результаты выборов

### Президентские выборы
| Год               | Кандидат          | Количество голосов | %     | Результат |
| ----------------- | ----------------- | ------------------ | ----- | --------- |
| 1957              | Франсуа Дювалье   | 680,509            | 72%   | Победа    |
| 1961 (референдум) | Франсуа Дювалье   | 1,320,748          | 100%  | Победа    |
| 1964 (референдум) | Франсуа Дювалье   | 2,800,000          | 100%  | Победа    |
| 1971 (референдум) | Жан-Клод Дювалье  | 2,239,917          | 100%  | Победа    |
| 1985 (референдум) | Жан-Клод Дювалье  | 2,375,011          | 99%   | Победа    |
| 2015              | Марк-Артур Друйар | 929                | 0,06% | Поражение |
| 2016              | Марк-Артур Друйар | 970                | 0,09% | Поражение |

### Выборы в Палату депутатов
| Год  | Лидер партии     | Количество мест | Изменение | Место | Результат                    |
| ---- | ---------------- | --------------- | --------- | ----- | ---------------------------- |
| 1957 | Франсуа Дювалье  | 35 из 37        | ▲ 35      | ▲ 1   | Правительство большинства    |
| 1961 | Франсуа Дювалье  | 67 из 67        | ▲ 32      | ▬ 1   | Правительство большинства    |
| 1964 | Франсуа Дювалье  | н/д             |           | ▬ 1   | Единственная законная партия |
| 1967 | Франсуа Дювалье  | н/д             |           | ▬ 1   | Единственная законная партия |
| 1973 | Жан-Клод Дювалье | 58 из 58        |           | ▬ 1   | Единственная законная партия |
| 1979 | Жан-Клод Дювалье | 57 из 58        | ▼ 1       | ▬ 1   | Единственная законная партия |
| 1984 | Жан-Клод Дювалье | 59 из 59        | ▲ 2       | ▬ 1st | Единственная законная партия |